# Carpi Football Club 1909
Carpi Football Club 1909, mais conhecido como Carpi F.C. 1909 ou somente Carpi, é um clube de futebol italiano da cidade de Carpi.

## História
O clube passou a maior parte da sua história entre o amadorismo e os campeonatos inferiores italianos chegando a falir no início do ano de 2000 sendo refundado logo em seguida, o "novo clube" já bem estruturado no final da temporada 2013-2014 conseguiu o acesso inédito à Serie B 2014-2015 sendo campeão da mesma e conseguindo o acesso. Na 1° divisão, o clube foi rebaixado em 18° e voltou pra Série B 2016-17 conseguindo ir aos playoffs mais perdendo na final pro Benevento Calcio. Desde então, o clube vem fazendo campanhas intermediárias.